# Martín Sarmiento
Pour les articles homonymes, voir Sarmiento.
Martín Sarmiento est un savant bénédictin espagnol, né Villafranca del Bierzo le 9 mars 1695, mort le 7 décembre 1772 à Madrid.

## Biographie
Martín Sarmiento nait à Ségovie le 9 mars 1695. Il fait ses premières années d'études à Pontevedra, dans le collège des Jésuites. Jeune encore, il entre chez les bénédictins de Madrid, passe ensuite à l’Université d’Alcalà d’Hénarès, où il est reçu docteur en droit ; de retour dans la capitale, il y occupe successivement les chaires de philosophie, de morale, de théologie ; il se distingue en même temps dans la prédication. Il a déjà publié plusieurs écrits sur ces diverses sciences et sur les belles-lettres, lorsque le Théâtre critique et universel du P. Benito Jerónimo Feijoo, confrère de Sarmiento, parait à Madrid en 1732. Cet ouvrage, où sont combattus les préjugés qui règnent en Espagne, a, dès ses premières livraisons, excité contre l’auteur plusieurs ennemis, dont les plus nombreux sont dans les autres ordres monastiques. Les réclamations sont telles que l’autorité charge le P. Sarmiento d’examiner le Théâtre critique et d’en dire son avis. Il se prononce en faveur de l’ouvrage ; et alors tous les ennemis de Feijoo se déchaînent contre son défenseur. Il leur répond par son Apologie du Théâtre critique, imprimée la même année 1732 ; et l’on doit à Sarmiento la conservation et la continuation d’un livre qui est un monument dans la littérature espagnole. Martín Sarmiento meurt à Madrid le 7 décembre 1772.

## Œuvres
On trouve la liste de ses ouvrages dans les journaux espagnols du temps, et plus particulièrement dans le Courier de l'Europe. Ses œuvres posthumes furent publiées à Madrid en 1775, 4 vol. in-8°. On y distingue ses Mémoires pour l’histoire de la poésie et des poètes espagnols. Ce fut à cette époque que parut l’ouvrage de Tomás Antonio Sánchez sur le même sujet. Les deux auteurs avaient travaillé à l’insu l’un de l’autre, et ayant pour guide la lettre du marquis de Santillane sur la poésie espagnole, adressée au prince dom Pedro de Portugal.

## Source
« Sarmiento (le P. Martin) », dans Louis-Gabriel Michaud, Biographie universelle ancienne et moderne : histoire par ordre alphabétique de la vie publique et privée de tous les hommes avec la collaboration de plus de 300 savants et littérateurs français ou étrangers, 2e édition, 1843-1865 [détail de l’édition]